# Bohepilissus subtilis
Bohepilissus subtilis là một loài bọ cánh cứng trong họ Bọ hung (Scarabaeidae).